# Вещек, Агнешка
Агнешка Ядвига Вещек-Кордус (пол. Agnieszka Jadwiga Wieszczek-Kordus, 22 марта 1983 года, Валбжих, Польша) — польская спортсменка, специализируется в вольной борьбе. Бронзовый призёр Летних Олимпийских Игр 2008 в категории до 72 кг, бронзовый призёр Универсиды, четырёхкратный бронзовый призёр Чемпионатов Европы.
Агнешка Вещек — первая полька в истории вольной борьбы, выигравшая олимпийскую медаль.
8 октября 2008 Агнешка Вещек была награждена «Золотым крестом» за спортивные достижения на Летних Олимпийских играх 2008 года.
Замужем за польским борцом Аркадиушем Кордусом. В декабре 2009 года родила дочь Габриэлу.